# Yeah Yeah Yeahs
Gli Yeah Yeah Yeahs (a volte abbreviati in YYYs) sono un gruppo alternative rock di New York. La band è un trio formato dalla cantante Karen O, dal chitarrista Nick Zinner e dal batterista Brian Chase.

## Storia del gruppo
Il gruppo nasce ufficialmente a Williamsburgh (Brooklyn) nel 2000. Qualche anno prima però, in Ohio, presso l'Oberlin Conservatory of Music, Karen Orzolek (in arte Karen O), originaria del New Jersey, stringe amicizia con Brian Chase. Lei prende lezioni di chitarra, scrive e registra qualche pezzo, prima di trasferirsi a New York, dove incontra Nick Zinner, fotografo giramondo, e i due intraprendono subito un sodalizio artistico che li porta a lavorare con una drum machine sotto il nome Unitard. In seguito i due reclutano Brian Chase per provare a formare una band d'ispirazione rock, sulla scia di gruppi come Jon Spencer Blues Explosion o Blonde Redhead. Anche se senza bassista, danno il via all'esperienza degli Yeah Yeah Yeahs, il cui nome deriva dal fatto che la gente di New York non dice solo una volta "yeah", ma lo ripete tre volte.
Nel 2000 la band viene contattata per fare da gruppo spalla agli White Stripes in un concerto alla Bowery Ballroom. Nei primi mesi del 2001 viene inciso presso i Tell's Funhouse Studios a Manhattan l'EP di debutto, chiamato semplicemente Yeah Yeah Yeahs (Shifty), noto anche come Bang! o Master.
Nel 2002 la band, dopo un tour con i Girls Against Boys, sbarca in Europa dove suona insieme ai Jon Spencer Blues Explosion, da sempre band preferita di Karen O. L'EP di debutto viene inoltre ripubblicato in Inghilterra dalla Wichita Recordings nell'aprile 2002 e ristampato negli Stati Uniti dalla Touch & Go. In giugno il gruppo suona con David Bowie in due tappe. Sul finire del 2002 la band si mette al lavoro in vista della pubblicazione del primo LP.
Tornati a Brooklyn, gli YYYs iniziano a registrare i nuovi pezzi. In settembre pubblicano un nuovo EP, Machine (Wichita Recordings) intraprendono poi un tour insieme a diversi gruppi, tra cui i The Liars, il cui cantante Angus è stato per molto tempo fidanzato con Karen O.

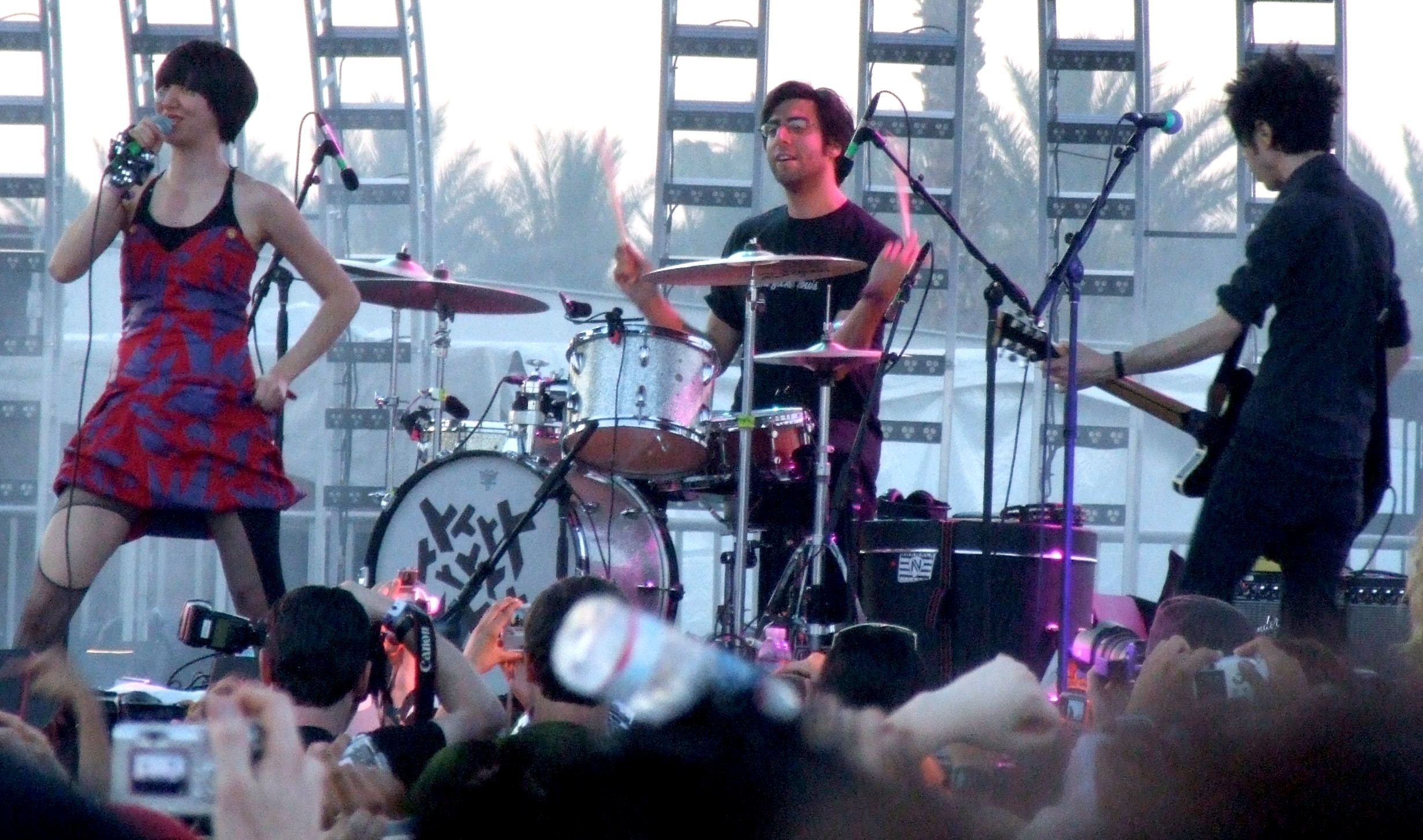
Gli Yeah Yeah Yeahs in concerto a Coachella nel 2006

All'inizio del 2003 il gruppo completa l'album d'esordio che viene mixato a Londra insieme ad Alan Moulder (già collaboratore di U2, The Cure e Depeche Mode). Il disco esce in maggio per Universal (Polydor per l'Europa e Interscope per gli Stati Uniti) e prende il nome di Fever to Tell.
Nell'ottobre 2004 esce Tell Me What Rockers to Swallow, DVD live registrato al Fillmore di San Francisco. Il DVD è accompagnato dall'uscita di Y-Control su vinile.
Successivamente la band si prende una pausa di circa un anno, in cui vengono comunque portati a termine diversi progetti paralleli: Brian suona in diverse band, Karen scrive ed interpreta Hello Tomorrow per uno spot della Adidas, mentre Nick pubblica il suo terzo libro fotografico, chiamato I Hope You Are All Happy Now.
Nel 2006 gli YYYs pubblicano l'album Show Your Bones, uscito precisamente il 27 marzo per Universal. Registrato a Los Angeles e prodotto da Squeak E. Clean, il disco è anticipato dal singolo Gold Lion, a cui seguono Turn Into e Cheated Hearts. Viene intrapreso un nuovo tour che porta il gruppo a suonare negli Stati Uniti con il chitarrista Imaad Wasif (New Folk Implosion).
Nel luglio 2007 viene pubblicato un nuovo EP, prodotto da Nick Launay e intitolato Is Is. Il disco viene diffuso in tre formati: CD, vinile 7" e penna USB. L'uscita è accompagnata da cinque video girati il 7 maggio 2007 prima davanti a un pubblico di soli uomini e poi davanti a sole ragazze.
Nel marzo 2009 viene pubblicato l'album It's Blitz!. Dall'album vengono estratti i singoli Zero, Heads Will Roll e Skeletons.
L'uscita del disco era prevista per il mese di aprile, ma è stata anticipata a causa della diffusione su internet di alcune tracce. L'album è stato prodotto da Nick Launay (già con Nick Cave, Arcade Fire e Talking Heads) e da Andrew Sitek dei TV on the Radio.
Inoltre il disco, nel dicembre 2009, è stato nominato ai Grammy Award nella categoria "Best Alternative Music Album".
Il 25 febbraio 2013 viene pubblicato il singolo Sacrilege, che anticipa l'uscita dell'album Mosquito, avvenuta il 12 aprile seguente. Anche in questo caso il gruppo si affida a diversi produttori: a Launay e Sitek si aggiunge James Murphy dei LCD Soundsystem. Il 23 luglio esce Despair, il secondo singolo dell'album.
Nel 2014 annunciano una pausa della scena musicale. Il 20 ottobre 2017 esce una versione deluxe del loro album di debutto Fever to Tell, che contiene demo inedite, B-side e altre rarità. Per celebrare la ristampa del disco gli YYYs tornano a esibirsi dal vivo.
Il 1 giugno 2022 viene pubblicato il singolo Spitting Off The Edge Of The World, che anticipa il quinto album in studio della band intitolato Cool It Down. Il brano, prodotto da Dave Sitek, vede la collaborazione del cantautore statunitense Perfume Genius.

## Stile musicale
Lo stile del gruppo può essere definito come un art rock influenzato da post punk, dancefloor e, vocalmente parlando, Blondie e Siouxsie and the Banshees.

## Formazione
- Karen O - voce
- Nick Zinner - chitarra
- Brian Chase - batteria

## Discografia

### Album in studio
- 2003 – Fever to Tell
- 2006 – Show Your Bones
- 2009 – It's Blitz!
- 2013 – Mosquito
- 2022 – Cool It Down

### EP
- 2001 – Yeah Yeah Yeahs
- 2002 – Machine
- 2007 – Is Is

### Singoli
- 2001 – Bang!
- 2001 – Art Star
- 2002 – Machine
- 2003 – Date with the Night
- 2003 – Pin
- 2004 – Maps
- 2004 – Y Control
- 2006 – Gold Lion
- 2006 – Turn Into
- 2006 – Cheated Hearts
- 2007 – Sealings
- 2007 – Down Boy
- 2009 – Zero
- 2009 – Heads Will Roll
- 2010 – Skeletons
- 2013 – Sacrilege
- 2013 – Despair
- 2022 – Spitting Off The Edge Of The World (feat. Perfume Genius)

## Videografia

### Album video
- 2004 – Tell Me What Rockers to Swallow